# Гюзей, Гюлистан
Гюлистан Гюзей (тур. Gülistan Güzey, имя при рождении Гюлистан Джемали Дениз тур. Gülistan Cemali Deniz, 17 мая 1927 — 6 марта 1987) — турецкая актриса

.

## Биография
Родилась 17 мая 1927 года в Стамбуле.
С 1942 года играла в Стамбульском городском театре. Примерно в это же время началась её карьера в кино, впрочем, первоначально она играла в основном эпизодические роли.
В 1944 году снялась в фильме «Hürriyet Apartmanı», сыграв там свою первую главную роль. Пик популярности Гюзей пришёлся на 1950-60-е годы, тогда она активно снималась в кино, а также играла в театре. Значительную часть ролей этого периода она сыграла в семейных драмах, она играла главных героинь, с членами семьи которых происходили различные несчастья. В театре она сыграла главные женские роли в пьесах «Тимон Афинский» и «Король Лир».
Самую известную свою роль Гюзей сыграла в фильме «Во имя закона» (тур. Kanun Namına), её партнёром по съёмкам был Айхан Ышик.
Умерла 6 марта 1987 года, но из-за сильных дождей её тело было предано земле лишь 14 марта.

### Личная жизнь
Трижды была замужем. У Гюзей был сын Мюфит.